# روبرت غرايرسون كومب
روبرت غرايرسون كومب هو عسكري كندي، ولد في 5 أغسطس 1880 في أبردين في المملكة المتحدة، وتوفي في 3 مايو 1917 في أتشيفيلي في فرنسا.